# Gynoplistia subimmaculata
Gynoplistia subimmaculata är en tvåvingeart som beskrevs av Alexander 1922. Gynoplistia subimmaculata ingår i släktet Gynoplistia och familjen småharkrankar. Inga underarter finns listade i Catalogue of Life.